# Ana Moreno
Ana Mercedes Moreno (Guayaquil, 18 de agosto de 1913 - 12 de septiembre de 1993) fue una política, revolucionaria y activista feminista y por los derechos humanos ecuatoriana.

## Biografía
Nació el 18 de agosto de 1913 en Guayaquil, provincia de Guayas, en el seno de una familia de altos recursos económicos. En 1929 se graduó de bachiller en Humanidades Clásicas, luego de que su padre contratara profesores del Colegio Nacional Vicente Rocafuerte para que le dieran clases privadas. Como regalo tras graduarse, su padre le compró un automóvil, con lo que se convirtió en la primera mujer en manejar un vehículo motorizado en Guayaquil.
Tras divorciarse de su primer esposo, se mudó a Cuenca y comenzó a interesarse por la Guerra civil española, suceso que tenía lugar en la época y que marcaría su conscientización política.
Posteriormente regresó a Guayaquil y se unió a la organización comunista Socorro Rojo Internacional, que recolectaba ropa y otras donaciones para enviar al frente republicano en España. También se unió a la Sociedad de Escritores y Artistas Independientes, así como al Movimiento Antinazi iniciado por el inmigrante francés Raymond Mériguet.
En 1943, durante una velada en casa de su amiga Alba Calderón, se afilió oficialmente al Partido Comunista Ecuatoriano (PCE). Meses después empezó a participar en la Alianza Democrática Ecuatoriana en contra del gobierno del presidente Carlos Arroyo del Río y fue encargada de la creación de comités barriales, sindicatos y grupos de campesinos en las localidades de Durán, Yaguachi, Milagro, Naranjito y Bucay. Gracias a los ingresos que recibía del negocio de su familia, se convirtió además en una de las mayores contribuyentes económicas del PCE.
Moreno tuvo una participación destacada durante la Revolución del 28 de mayo de 1944, también conocida como La Gloriosa, en que se derrocó al gobierno del presidente Arroyo del Río. Durante la revuelta, Moreno fue una de las personas que colocó bombas molotov y participó en la quema del cuartel de carabineros que apoyaba al presidente, además de pasar mensajes entre el PCE y el resto de grupos integrantes de la Alianza Democrática Ecuatoriana. El 30 de mayo, comandó junto a Eduardo Borja Illescas al batallón de revolucionarios estacionados en Durán.
Tras el fin de la revolución y el ascenso al poder de José María Velasco Ibarra, fue detenida por la policía y estuvo encarcelada por cuatro días, tiempo durante el cual fue víctima de torturas.
Fue candidata a concejala de Guayaquil en 1948 y 1950. Tiempo después se desafilió del PCE luego de discrepancias por considerar que el partido estaba tomando posturas demasiado moderadas.
Durante la estadía del Che Guevara en Guayaquil, que se dio de septiembre a octubre de 1953, Moreno y su esposo, el psiquiatra Fortunato Safadi, entablaron una amistad con el argentino luego de que el joven comunista Jorge Maldonado Renella se los presentara. Sobre Guevara, Moreno afirmó años después en una entrevista con el periodista José Steinsleger lo siguiente:

El ‘Che’ vivía a pocos metros de (nuestra) casa, en una pensión modestísima de Las Peñas, todos los días desayunaba con nosotros”, recordó Ana. Los temas de conversación de la sobremesa eran la política, el marxismo, la guerra fría y, por supuesto, las enfermedades. También se analizaban las diferencias y semejanzas entre la revolución ecuatoriana fallida de 1944 y la que se estaba gestando en Bolivia, en los 50.

A finales de la década de 1960, Moreno y Safadi participaron en favor de protestas estudiantes que reclamaban cambios al sistema educativo superior ecuatoriano. En abril de 1970, Safadi fue nombrado rector de la Universidad de Guayaquil, pero meses después, José María Velasco Ibarra se declaró dictador, cerró todas las universidades del país e intentó apresar a Safadi, por lo que tuvo que esconderse durante meses.
Tras volver de un viaje a Europa que realizó en 1974, Moreno empezó a participar en agrupaciones feministas y de derechos humanos. En 1977 se unió a Amnistía Internacional, mientras que durante la década de 1980 fue parte de la Federación Latinoamericana de Asociaciones de Familiares de Detenidos y Desaparecidos y el Comité Ecuatoriano de Solidaridad con el Pueblo Palestino.
Falleció el 12 de septiembre de 1993, días antes de un homenaje en su honor que se planificaba en Cuba.